# エビデント
株式会社エビデント（Evident Corporation）は、長野県上伊那郡辰野町に本店を置く精密機器メーカー。2022年にオリンパスの科学事業（顕微鏡など）を承継した。

## 沿革
- 1919年10月12日 - 高千穂製作所（後のオリンパス）設立。国産顕微鏡の製造を開始[3]。
- 2021年11月30日 - オリンパスの科学事業を分社・承継させ売却する目的で設立[4][5]。
- 2022年4月1日 - オリンパスの科学事業承継を完了[6]。
- 2023年4月3日 - オリンパスが保有していた本企業の株式すべてを投資ファンドのベインキャピタルに譲渡[7][8]。
- 2024年7月6日 - 信濃毎日新聞がベインキャピタル日本法人のパートナー：末包昌司へのインタビュー記事として将来的に本企業を上場する方針を報じた[9]。

## 主な製品
※株式会社エビデントのカタログ・会社概要・製品情報｜ZAZA株式会社｜2024年10月28日閲覧
※株式会社エビデント｜日本顕微鏡工業会（JMMA）｜2024年10月28日閲覧
- ライフサイエンス
  - 生物用顕微鏡、インキュベーションモニタリングシステム、対物レンズ、教育・実習ソリューション
- 産業
  - 工業用顕微鏡
    - 金属顕微鏡、偏光顕微鏡、双眼実体顕微鏡、特殊顕微鏡、半導体顕微鏡

  - 工業用ビデオスコープ、ボアスコープ、デジタルマイクロスコープ、3D測定レーザー顕微鏡
  - 非破壊検査機器・装置
  - 蛍光X線（XRF）分析計
- OEM
  - 装置搭載用顕微鏡コンポーネント

## 関係会社
- 株式会社エビデント長野[10]